# Klaus Osterloh

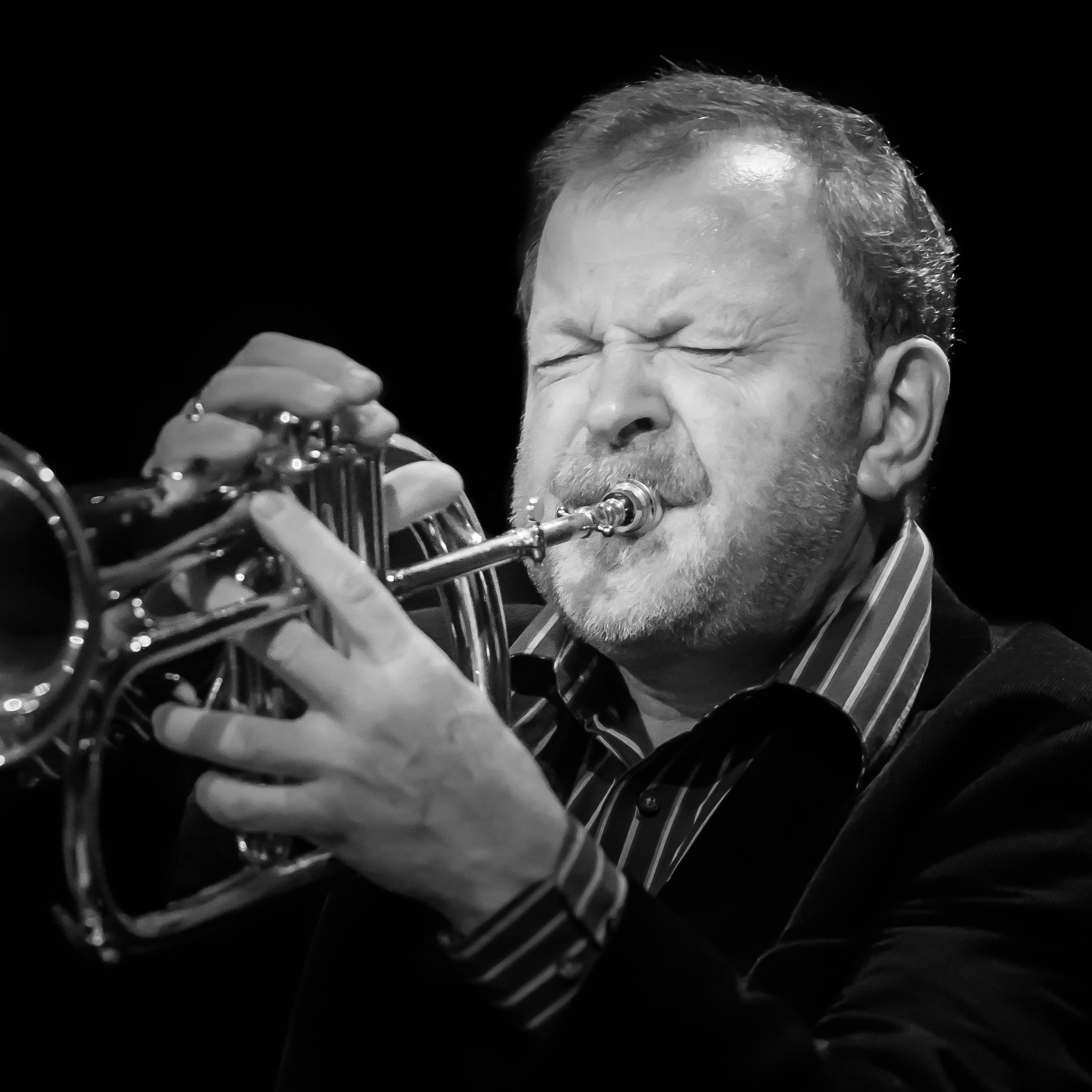
Klaus Osterloh (2014)

Klaus Osterloh (* 29. Januar 1952 in Bremen) ist ein deutscher Jazztrompeter, der auch als Solist der Alten Musik auf der Barocktrompete hervorgetreten ist.

## Leben und Wirken
Osterloh wuchs in Duisburg auf und begann das Trompetespielen mit 9 Jahren. Während der klassischen Trompetenausbildung spielte er sowohl Kirchenmusik (erste Konzerte mit dem späteren Barocktrompeter Friedemann Immer) als auch Jazz in Schülerbands und in der Düsseldorfer Jazz-Szene, wo er anderem mit der Klaus Esser Big Band sowie der Düsseldorfer Atlanta Jazzband auftrat. Nach dem Musikstudium in Duisburg war er für einige Jahre als Pädagoge tätig und wirkte in dieser Zeit bei den Duisburger Sinfonikern und den Essener Philharmonikern mit. 1978 zog er nach Stuttgart, wo er Mitglied des Südfunk-Tanzorchester von Erwin Lehn wurde und daneben bei Bernd Rabe sowie in der Darktown Jazzband, bei Werner Lener und bei Peter Herbolzheimer aktiv war. Von 1983 bis 2012 war er Mitglied der WDR Big Band Köln.
Osterloh, der dem Hot Jazz verbunden ist, leitet die Atlanta Jazzband Köln, spielt in einem jazzhistorischen Projekt mit Frank Wunsch, dem High Society Jazz 4tet und seinem Hot Jazz-Trio, in dem er auch singt. Er unterrichtete mehrere Jahre am Jazz-Seminar der Hochschule für Musik und Tanz Köln und ist seit der Gründung Mitglied des Trompetenconsorts Friedemann Immer, das Barockmusik interpretiert. Er war an zahlreichen Einspielungen mit der WDR Big Band (darunter zwei Alben, die einen Grammy erhielten) beteiligt, aber auch an Tonträgern mit Büdi Siebert, Francis Coppieters, der Allotria Jazzband, Peter Herborn, Charly Antolini und vielen anderen Musikern.
In seinem Wohnort Köln-Dellbrück war er 1997 einer der Initiatoren des Festivals Dellbrücker Jazzmeile. Die Sängerin Dora Osterloh ist seine Tochter.

## Werke (Auswahl)
- Klaus Osterloh, Angie-Suite für 3 (Natur)-Trompeten, Pauken und Orgel, Verlag Martin Schmid Blechbläsernoten
- Klaus Osterloh, Blooze für 3 (Natur)-Trompeten, Pauken und Orgel, Verlag Martin Schmid Blechbläsernoten
- Klaus Osterloh, Kölsche Nachtmusik für 3 (Natur)-Trompeten, Flügelhorn, 2 Trompeten, Bassposaune, Pauke und Orgel, Verlag Martin Schmid Blechbläsernoten

## Diskographische Hinweise
- Düsseldorfer Atlanta Jazzband Jazz-Party
- Friedemann Immer Baroque In Blue - A Crossover Between Early Music & Jazz
- Atlanta Jazz Band Dream Boat (BLM)

## Lexikalische Einträge
- Jürgen Wölfer: Jazz in Deutschland. Das Lexikon. Alle Musiker und Plattenfirmen von 1920 bis heute. Hannibal, Höfen 2008, ISBN 978-3-85445-274-4.